# Boeing 707
Boeing 707 je čtyřmotorový úzkotrupý proudový dopravní letoun středního až dlouhého doletu vyráběný společností Boeing mezi lety 1958 až 1979. Vznikly různé varianty s kapacitou od 140 do 219 cestujících a doletem 4 630 až 10 650 km.
Model 707 byl vyvinut jako první proudové dopravní letadlo společnosti Boeing. Měl šípové křídlo a motory zavěšené pod křídly. Ačkoli nebyl prvním dopravním letounem nasazeným do služby, byl prvním komerčně úspěšným. V šedesátých letech dominoval osobní letecké dopravě a v běžném provozu zůstal po celá sedmdesátá leta. Boeingu 707 je také obecně připočítáváno ohlášení proudového věku. Firmě Boeing pomohl stát se jedním z největších výrobců osobních letadel a vedl k pozdější řadě letadel s označením „7x7“. Další typy 720, 727, 737 a 757 sdílejí s modelem 707 určité prvky.
Vyvinut byl na základě prototypu 367-80, který poprvé vzlétl v roce 1954. Prodloužením trupu a dalšími úpravami vznikl počáteční výrobní model 707-120, poháněný proudovými motory Pratt & Whitney JT3C, který poprvé vzlétl 20. prosince 1957. Společnost Pan American World Airways s typem 707 zahájila pravidelnou službu 26. října 1958. Mezi další modely patřil 707-138 s kratším doletem, 707-220 a 707-320 s delším trupem, z nichž všechny vstoupily do služby v roce 1959. Menší varianta s kratším doletem Boeing 720 byla představena v roce 1960. Ve stejném roce se objevila prodloužená verze Boeing 707-420 s dvouproudovými motory Rolls-Royce Conway, zatímco modely 707-120B a 707-320B s motory Pratt & Whitney JT3D v letech 1961 a 1962.
Boeing 707 byl nasazován na domácích, mezikontinentálních a transatlantických letech a použití se dočkal i jako nákladní a vojenský letoun. Konvertibilní model pro osobní a nákladní dopravu, 707-320C, byl uveden do provozu v roce 1963 a další kusy Boeingu 707 pro cestující byly upraveny pro nákladní dopravu. Mezi vojenské verze patří průzkumný letoun E-3 Sentry a dopravní VIP letoun C-137 Stratoliner. Celkem bylo vyrobeno a dodáno 865 ks Boeingu 707 spolu s více než 800 kusy vojenských verzí.
Poslední známý let Boeingu 707 s pasažéry uskutečnily íránské aerolinky Saha Airlines roku 2013. Íránské Boeingy 707 i později přepravovaly náklad. V roce 2025 zůstávalo v provozu posledních 79 letounů Boeing 707, nejčastěji specializované vojenské verze letounu u amerického letectva a námořnictva (E-3 Sentry, E-6B Mercury).

## Vývoj

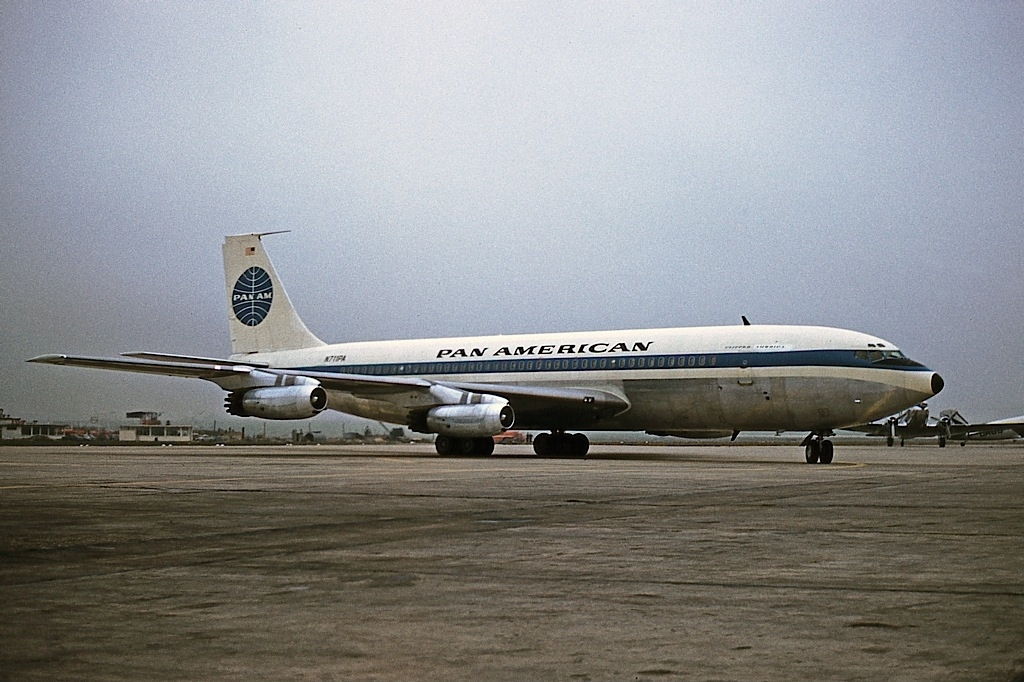
Boeing 707-121 Jet Clipper America společnosti Pan Am na letišti Paříž – Le Bourget po prvním komerčním letu stroje 707 v říjnu 1958.

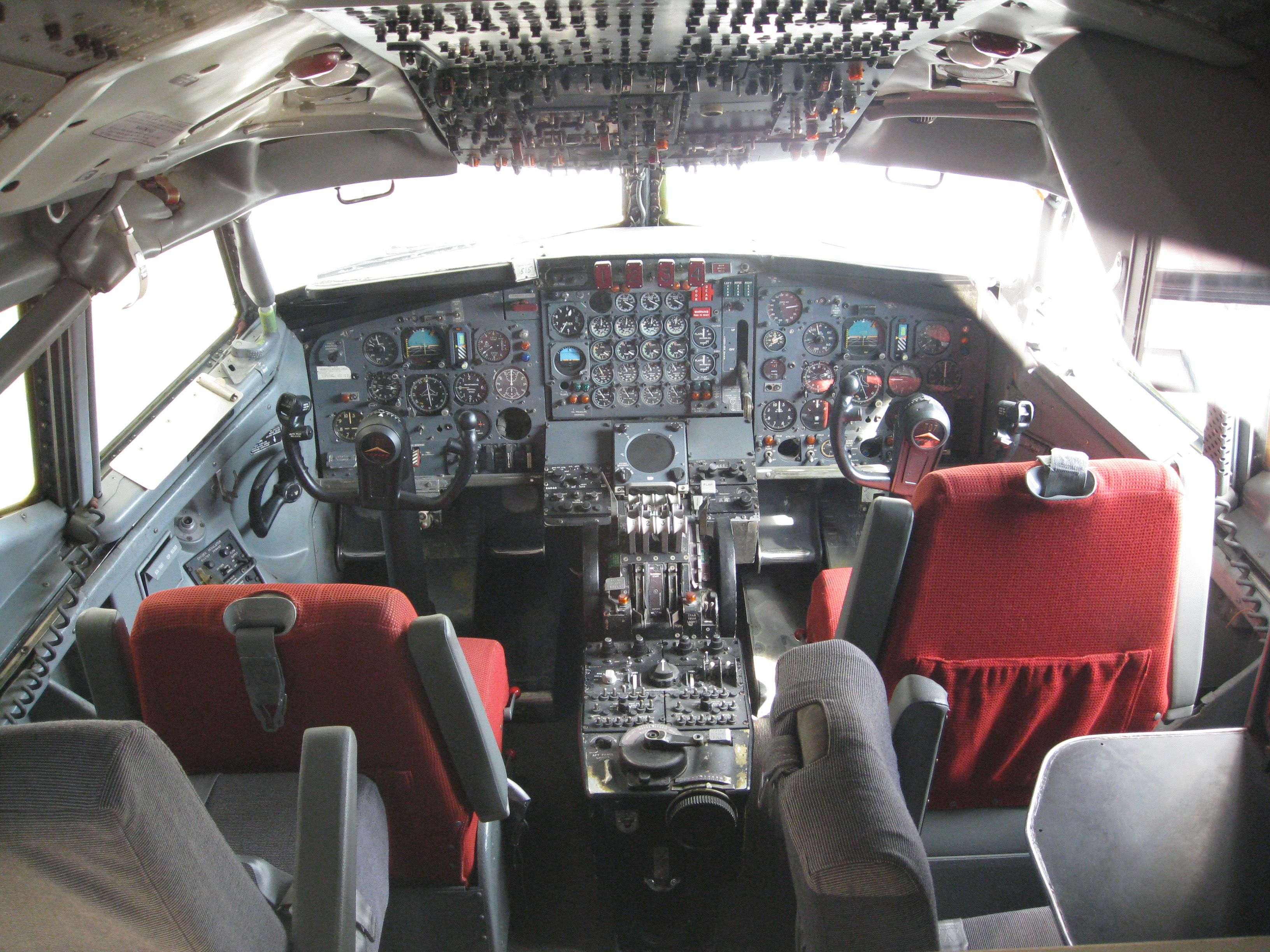
Kokpit stroje Boeing 707-123B

První přímý prototyp Boeing Model 707-121 byl v barvách letecké společnosti Pan Am zalétán 20. prosince 1957 s motory Pratt and Whitney JT3C-6 s tahem po 57,8 kN. Později obdržely účinné tlumiče hluku a obraceče tahu. Oproti prototypu Boeing 367-80 měl prodloužený trup o 5,89 m a okna kokpitu byla zvětšena pro lepší výhled při pojíždění. Nákladové a zavazadlové prostory obdržely přetlakování. Do nových pylonů pohonných jednotek byla instalována turbodmychadla poháněná vzduchem od devátého stupně kompresoru sloužící ke klimatizaci a k přetlakování. Do řízení byly zapojeny pružinové posilovače a na vrcholu svislé ocasní plochy přibyla tyčová anténa VKV. Letoun byl určen zejména pro kontinentální linky s kapacitou 124 až 181 pasažérů. Stroje této série objednaly letecké společnosti Pan Am, Trans World Airlines a American Airlines. V roce 1958 již Boeing registroval objednávky od jedenácti dopravců na různé verze 707.
Boeing 707-121 letěl poprvé přes oceán 26. října 1958 na lince New York-Paříž společnosti Pan Am. Na vnitrostátní linky byl poprvé nasazen dopravcem American Airlines 25. ledna 1959 mezi New Yorkem a Los Angeles.
Varianta s prodlouženým doletem pro australskou leteckou společnost Qantas nesla označení 707-138 se zkráceným trupem na 40,77 m.
Dálkový typ 707-320 Intercontinental pro Pan Am z roku 1959 měl prodloužený trup na 46,61 m s maximální kapacitou 189 cestujících. Na křídlo byly namontovány motory Pratt & Whitney JT4A-3 nebo -4 po 70,4 kN, či -9 po 74,7 kN tahu. V témže roce byla vyrobena první verze s dvouproudovými motory označená Model 707-420 Inercontinental. Pohonné jednotky tvořily britské motory Rolls-Royce Conway Mk. 508 s tahem po 77,9 kN. Tyto letouny obdržela dopravní společnost BOAC v počtu 18 kusů, Air India 6 letounů značené 707-437, Varig 2 kusy, Lufthansa 5 a El Al 3 stroje.

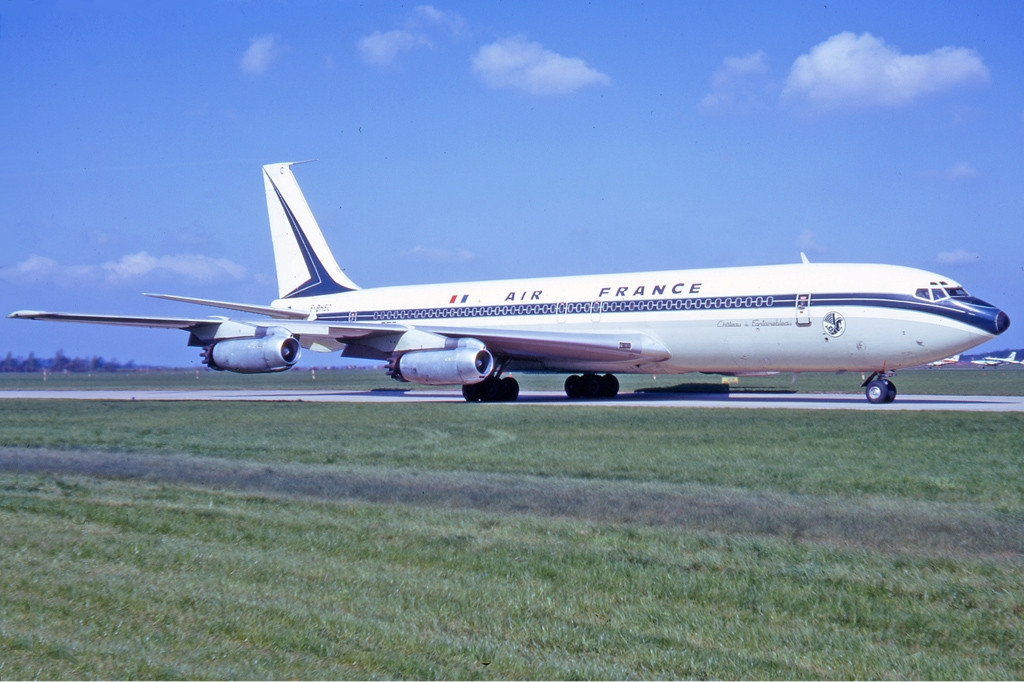
Boeing 707–328 společnosti Air France na letišti Hannover-Langenhagen, 1972

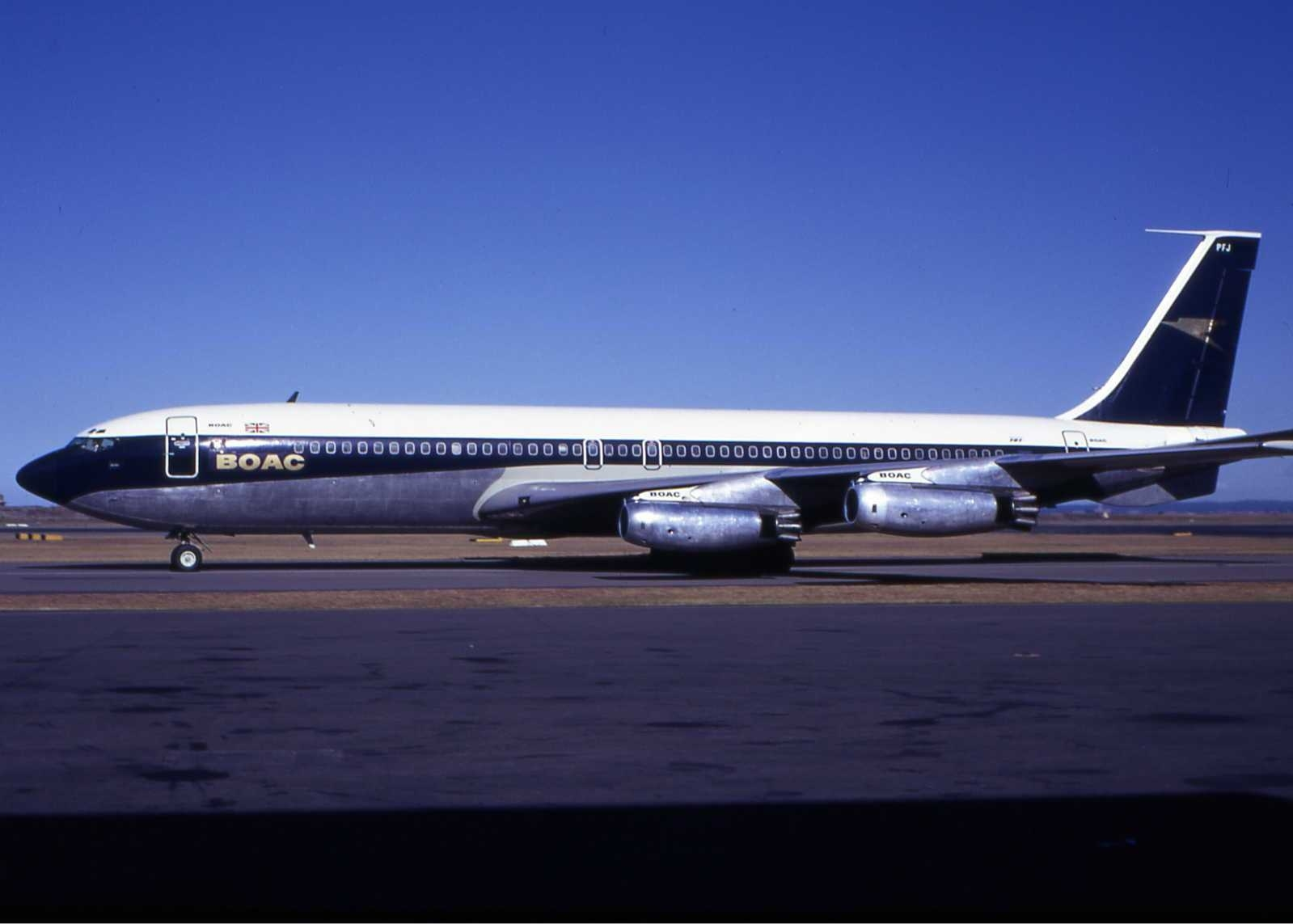
Boeing 707-436 společnosti BOAC poháněný motory Rolls-Royce Conway na letišti Sydney v roce 1970

V roce 1961 zalétaná verze Model 707-120B měla Kreugerovy klapky na náběžné hraně křídla i mezi turbodmychadlovými motory Pratt & Whitney JT3D-1 s tahem po 75,6 kN, nebo -3 s tahem zvýšeným na 80,1 kN. Nové motory měly již dostatečný výkon a dávaly velké množství vzduchu, takže zmizelo pomocné turbodmychadlo klimatizace z pylonu motoru č. 1.
Pro společnost Braniff byla v pěti kusech vyrobena varianta Model 707-220 s jednoproudovými motory Pratt & Whitney JT4A-3 po 70,3 kN.
Zástavbou proudových motorů JT3D-3 do draku -320 v roce 1962 vznikla verze Model 707-320B. Tento typ měl křídla zakončená novými koncovými oblouky, které snižovaly indukovaný odpor a zvětšené rozpětí vodorovné ocasní plochy. Příďový podvozek obdržel přepracované zakrytování zatažených kol. Letecká společnost Avianca zakoupila tyto stroje značené jako 707-359B, Aerolineas Argentinas jako Model 707-387B. Celková produkce dosáhla 188 kusů.
Letoun se dočkal i nákladní verze (707-320C Convertible) s dvouhřídelovými dvouproudovými motory Pratt and Whitney JT3D-7 nebo -8A o vzletovém výkonu 93,4 kN z roku 1963. Na levé straně trupu před křídlem přibyla nákladová vrata. Společnost Alia obdržela letouny značené jako 707-3D3C. Celkem bylo vyrobeno 373 exemplářů.
Poslední variantou vyráběnou až do roku 1980 byla 707-3K1C, která již byla zcela nezávislá na pozemních zdrojích elektrického proudu a stlačeného vzduchu díky zabudované jednotce APU v kořeni pravého křídla. Dodává elektrickou energii do systémů letounů i při zastavených pohonných jednotkách. Z původního prototypu 367-80 byly dále vyvinuty vojenské verze: Model 707-120 používá vojenské letectvo USA označené VC-137A, 707-320B přeznačené na VC-137C, E-3A Sentry, Boeing E-6 Mercury, C-135, KC-135 a dokonce prezidentský speciál Air Force One.

## Uživatelé

### Uživatelé v Česku
Jediným provozovatelem tohoto typu v česku byly aerolinie CMA Cargo Moravia Airlines mezi roky 1990 až 1992, ty provozovaly dva kusy tohoto letounu a jeden z nich pod českou imatrikalcí OK-XFJ, druhý jako N7232X. Létala lety pro cestující i s nákladem do Asie.

## Specifikace
| Varianta                                | 707-120B                                                   | 707-320/-420                                                  | 707-320B                                       | 707-320C                                                                                              |
| --------------------------------------- | ---------------------------------------------------------- | ------------------------------------------------------------- | ---------------------------------------------- | --- |
| Posádka kokpitu                         | Min. tři: Pilot, kopilot a palubní inženýr                 | Min. tři: Pilot, kopilot a palubní inženýr                    | Min. tři: Pilot, kopilot a palubní inženýr     | Min. tři: Pilot, kopilot a palubní inženýr                                                            |
| Kapacita (1 třída):s.16–18              | 174 @ 34"                                                  | 189 @ 34"                                                     | 189 @ 34"                                      | 194 @ 32"                                                                                             |
| Kapacita (2 třídy)/cargo:s.16–18        | 137 (32J @ 38" + 105Y @ 34")                               | 141 (18J + 123Y)                                              | 141 (18J + 123Y)                               | 13 palet o rozměrech 88×125" (223,5 × 317,5 cm)                                                       |
| Exit Limit                              | 189                                                        | 189                                                           | 189                                            | 219                                                                                                   |
| Délka:s.5                               | 145 stop 1 inch (44,22 m)                                  | 152 stop 11 inches (46,61 m)                                  | 152 stop 11 inches (46,61 m)                   | 152 stop 11 inches (46,61 m)                                                                          |
| Šířka trupu:s.19                        | 148 in / 3.759 m                                           | 148 in / 3.759 m                                              | 148 in / 3.759 m                               | 148 in / 3.759 m                                                                                      |
| Rozpětí :s.5                            | 130 stop 10 inches (39,88 m)                               | 142 stop 5 inches (43,41 m)                                   | 145 stop 9 inches (44,42 m)                    | 145 stop 9 inches (44,42 m)                                                                           |
| Výška ocasu:s.5                         | 41 stop 8 inches (12,70 m)                                 | 42 stop 2 inches (12,85 m)                                    | 42 stop 1 inch (12,83 m)                       | 42 stop 0 inches (12,80 m)                                                                            |
| Maximální vzletová hmotnost (MTOW):s.9  | 257 340 lb / 117 t                                         | 312 000 lb / 141,7 t                                          | 333 600 lb / 151,5 t                           | 333 600 lb / 151,5 t                                                                                  |
| Prázdná hmotnost:s.9                    | 127 500 lb / 57,6 t domácí konfigurace                     | 142 600 lb / 64,6 t mezinárodní konfigurace                   | 148 800 lb / 67,5 t mezinárodní konfigurace    | 148 300 lb / 67,3 t přestavba: cargo                                                                  |
| Kapacita paliva:s.9                     | 17 330USgal / 65,59 m³                                     | 23 820USgal / 90,16 m³                                        | 23 855 USgal / 90,29 m³                        | 23 855 USgal / 90,29 m³                                                                               |
| Motory:s.36                             | Pratt & Whitney JT3D-3                                     | -320 : Pratt & Whitney JT4A-11/12 -420: Rolls-Royce Conway-12 | Pratt & Whitney JT3D                           | Pratt & Whitney JT3D                                                                                  |
| Tah jednotky :s.36–41                   | 18 000 lbf (80 kN)                                         | 17 500 lbf (78 kN)                                            | 19 000 lbf (85 kN)                             | 19 000 lbf (85 kN)                                                                                    |
| Cestovní rychlost                       | 528 uzlů; 607 miles per hour (977 km/h)                    | 528 uzlů; 607 miles per hour (977 km/h)                       | 528 uzlů; 607 miles per hour (977 km/h)        | 528 uzlů; 607 miles per hour (977 km/h)                                                               |
| Dolet:s.30–34                           | 3,600 námořních mil (6,667 km) 137 cestujících a zavazadla | 3,750 námořních mil (6,945 km) 141 cestujících a zavazadla    | 5,000 námořních mil (9,260 km) 141 cestujících | 2,900 námořních mil (5,371 km) 13 88×125 palcové palety + 17,000 lb / 7,72 t nákladu ve spodní palubě |
| Vzletová dráha (MTOW, ISA, SL):s.36–41  | 7 500 stop (2,3 km)                                        | 10 700 stop (3,25 km)                                         | 10 000 stop (3,0 km)                           | 10 000 stop (3,0 km)                                                                                  |
| Přistávací dráha (MLW, SL, dry):s.42–46 | 6 500 stop (2,0 km)                                        | 7 200 stop (2,2 km)                                           | 5 900 stop (1,8 km)                            | 6 200 stop (1,9 km)                                                                                   |